# 特急48ライナー

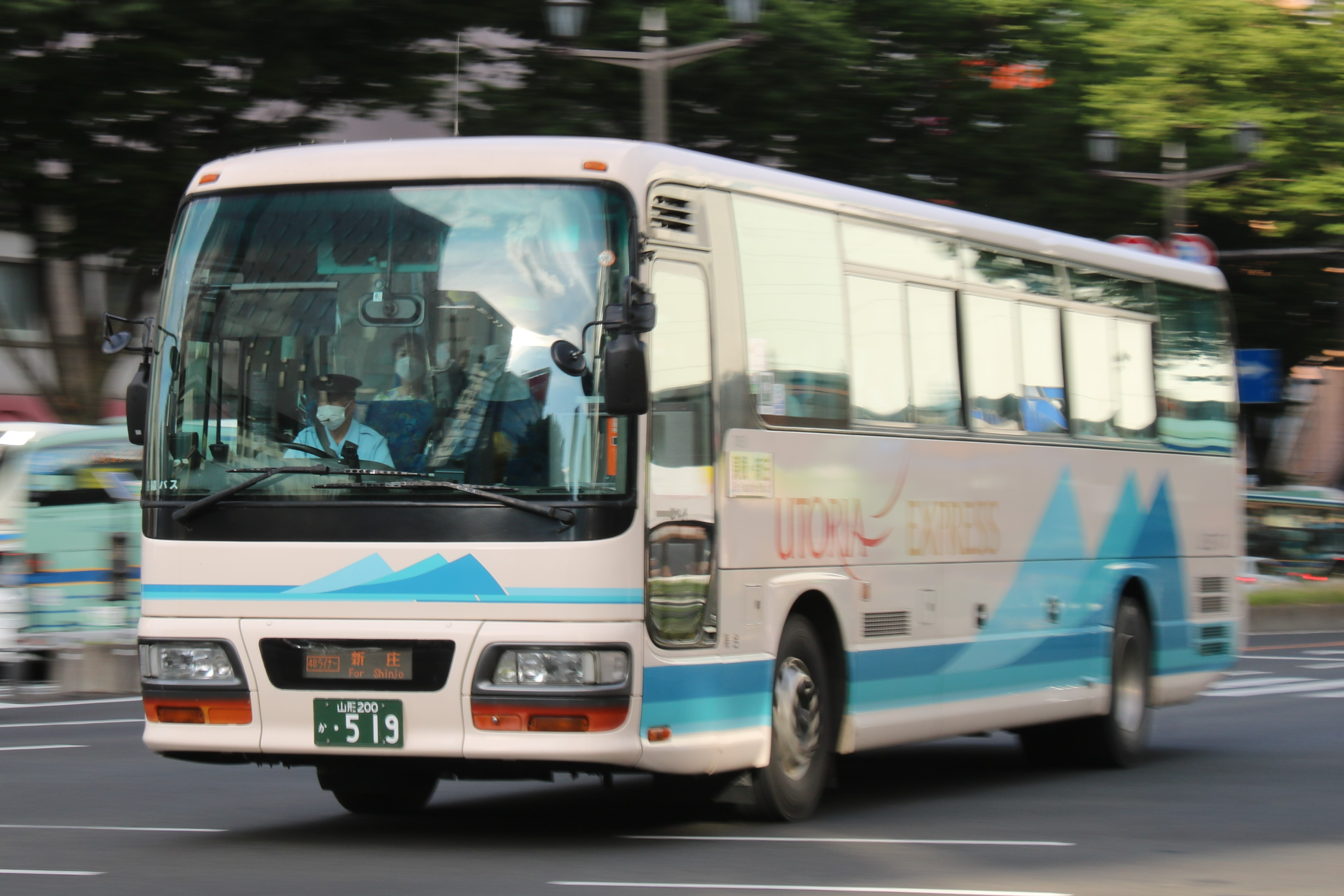
特急48ライナー（2022年6月26日・仙台駅前にて）

特急48ライナー（とっきゅうよんぱちライナー、Express Bus 48 Liner ）は、山形県新庄市と宮城県仙台市青葉区を結ぶ、山交バス（新庄営業所担当）が運行する特急バスである。

## 概要
愛称は、途中経路である国道48号に由来する。関山峠を通るこの路線の原型は「仙台 - 山形線#歴史」に見ることができる。

## 運行経路
新庄駅東口 - （国道13号新庄バイパス） - 舟形十字路 - （尾花沢バイパス） - 尾花沢待合所 - （山形北バイパス） - 村山駅前 - （山形県道120号東根尾花沢線） -　公立病院前 - さくらんぼ東根駅前 - 東郷 - （国道48号） - 原宿 - 休石 - 大滝 - 作並温泉 - 作並温泉入口 - 仙台高専広瀬キャンパス入口 - （愛子バイパス） - （仙台西道路） - 広瀬通一番町 - 仙台駅前
※トイレが設置されていないため、村山駅前でトイレ休憩を行う。山交バス待合室トイレを使用。
※仙台高専広瀬キャンパス入口 - 仙台駅前間は、仙台行は降車のみ、新庄行は乗車のみである。

## 運行回数
- 1日平日10往復、土日祝日6往復
  - 元日は2往復運行。

## 沿革
- 2003年（平成15年）4月 - 東根市役所前バス停を廃止し、さくらんぼ東根駅前に新規停車。
- 2006年（平成18年）
  - 4月1日 - 村山駅前 - 仙台駅前間の区間便を2往復追加（第1便と最終便1往復ずつ）。
  - 9月1日 - 東郷バス停を新設。運賃を値上げ（仙台市営バスとの並行区間を除く）。
- 2007年（平成19年）4月1日 - 熊ケ根駅前バス停を廃止。最終便の新庄 - 村山間を延長。
- 2008年（平成20年）4月1日 - 村山駅前起終点便を新庄駅前発着に変更。8往復全て新庄 - 仙台に。
- 2009年（平成21年）4月1日 - 仙台電波高専前（現:仙台高専広瀬キャンパス入口）バス停を新設。1日9往復に増便。
- 2017年（平成29年）4月1日 - 平日に1往復増便、計1日10往復となる。
- 2018年（平成30年）11月1日 - Wi-Fiサービス開始[1]。
- 2019年（令和元年）10月1日 - 消費税増税等に伴う運賃改定[2]。
- 2020年（令和2年）
  - 4月25日 - 新型コロナウイルスの影響により、この日より当面の間一部便（平日1往復、土休日3往復）を運休[3]。
  - 7月22日 - 一部便の運行を再開。
  - 12月5日 - 全便の運行を再開[4]。
- 2021年（令和3年）1月23日 - 土日祝日の一部便（3往復）を当面の間運休[5]。
- 2022年（令和4年）
  - 5月14日 - 地域連携IC乗車カード「cherica」導入[6]。
  - 10月1日 - 運賃改定[7]。
- 2023年（令和5年）10月1日 - 新庄駅前（西口）から新庄駅東口に乗降場所を変更[8]

## その他
- 運賃は現金もしくは山交バス窓口・車内で販売している2回券、地域連携IC乗車カード「cherica」で支払う[9]。
- 定期券は、新庄営業所・天童運行管理所・寒河江営業所・山交ビルの山交バス各窓口と、尾花沢タクシー・楯岡交通で購入可能[10]。山交バス仙台営業所では、定期券およびchericaの取扱は行っていない。
- かつては、年に1度程度、山交バスのTOKYOサンライズ号の車両（トイレ・フットレスト・レッグレスト付きの3列シート）が充当されることがあった。また、新庄営業所に所属する一般路線用の車両が新庄 - 仙台間を往復していたこともある。
- 山形県内陸部から仙台に向かう客以外にも、鉄道路線がない新庄 - 尾花沢、尾花沢 - 村山・さくらんぼ東根等の区間利用者が多い。
- 作並温泉 - 仙台駅前間の乗車もできることから、当路線は仙台市営バス「作並線」との競合路線という性質も有している。
- このバスは高速道路を通らずに県境越え出来ることから、ローカル路線バス乗り継ぎの旅にしばしば登場した。